# Hatt-i humajun
Hatt-i humajun (osmanskoturško خط همايون, turško hatt-ı hümayun, hatt-ı hümâyûn), bolj znan kot hatišerif (turško hatt-ı şerîf), je diplomatski naziv dokumenta ali ročno napisane uradne note, ki jo je sestavil  osmanski sultan. 
Izraz izhaja iz arabskega hatt – rokopis, ukaz in hümayun – cesarski in şerif  - vzvišen,  veličasten. Hatišerife je običajno pisal sultan osebno ali jih je prepisal dvorni pisar. 
Hatišerifi so bili običajno napisani kot odgovor na dokument, ki ga je sultanu predložil veliki vezir ali drug član osmanske vlade. Vsebovali  so na primer odobritve ali zavrnitve pritožb, odobritve raznovrstnih dovoljenj, pripombe k odlokom ali  drugim vladnim dokumentom. Hatišerifi so bili lahko napisani tudi iz nič in ne kot odgovor na predložene dokumente.  Po tanzimatskih reformah (1856), ki so bile namenjene posodobitvi Osmanskega cesarstva, so rutinske hatišerife nadomečali irâde-i seniyye, v katerih so pisarji v pisni obliki dokumentirali sultanove ustne pripombe.
V državnih arhivih v Istanbulu je skoraj 100.000 hatišerifov. Med najslavnejšimi so Gulhanski hatišerif iz leta 1839 in Odlok o reformi Osmanskega cesarstva z datumom 18. februar 1856. Za prvega  bi bil bolj primeren naziv Tanzimatski ferman, ker je napisan kot sultanov ukaz velikemu vezirju, da izvede njegov ukaz. 
Hatt-i humajun v širšem smislu je lahko vsah zapis ali celo knjižno delo, ki ga je ročno napisal sultan.